# Alexander Medina
Alexander Jesús Medina Reobasco (né le 8 août 1978 à Salto en Uruguay) est un joueur de football international uruguayen reconverti entraîneur.